# Mount Pleasant Redoubt

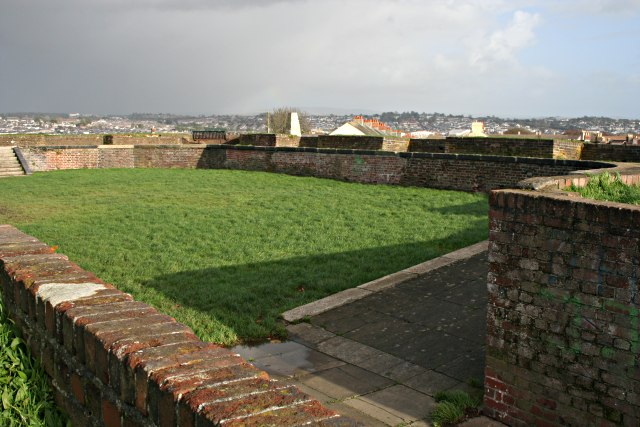
Innenhof der ehemaligen Schanze, 2006

Mount Pleasant Redoubt ist eine ehemalige Befestigung bei Plymouth in der Grafschaft Devon in Großbritannien. Die Befestigung wurde 1780 als Redoute auf einem 70 m hohen Hügel östlich des Hamaoze zum Schutz der Marinebasis Devonport errichtet.
Die quadratische Schanze war ursprünglich als Erdwerk errichtet worden, um einen Angriff von Land von der Devonport gegenüberliegenden Halbinsel Rame aus abzuwehren. Die quadratische Anlage war 42 m lang und breit, der Zugang erfolgte von der Südseite über eine Zugbrücke. Die Erdwälle wurden mit Ziegelmauern verstärkt und waren von einem Graben umgeben. Die Kanonen waren nach Norden und Osten ausgerichtet, zum Zeitpunkt ihrer Errichtung war die Schanze mit 8 3-Pfündern, 8 12-Pfündern und 13 18-Pfündern bestückt. Im Zentrum der Anlage stand ein zweistöckiges Blockhaus, von dem ein Tunnel zum Pulvermagazin in der südwestlichen Ecke der Befestigung führte.
Bereits zu Beginn des 19. Jahrhunderts galten Redouten militärisch als überholt. 1855 brannte das Blockhaus ab, und mit dem Ausbau des Fortgürtels um Plymouth ab 1860 war die Anlage überflüssig geworden. Bereits während des Ersten Weltkriegs wurde auf der Anhöhe ein Flugabwehrgeschütz installiert, und auch während des Zweiten Weltkriegs diente die ehemalige Befestigung als Flugabwehrstellung und Standort von einem Sperrballon.  

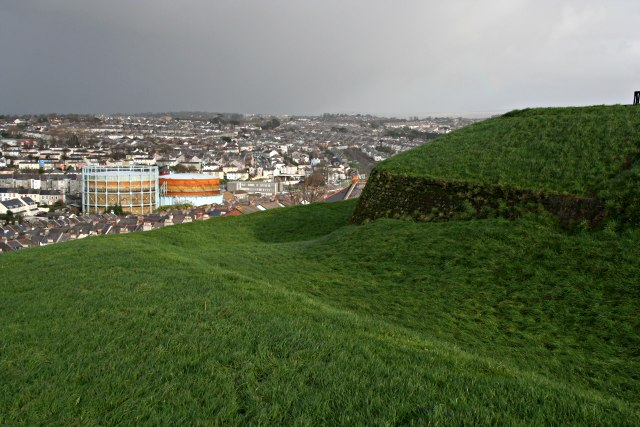
Erdwälle und Graben

Heute liegt die restaurierte Anlage inmitten des Blockhouse Park, einer kleinen Parkanlage im Stadtteil Stoke. Die als Scheduled Monument geschützte Anlage ist frei zugänglich, von der ehemaligen Redoute bietet sich ein weiter Ausblick über Plymouth und den Hamaoze.